# Kaygana
Kaygana és un plat d'ou de la cuina turca més conegut a la Regió de la Mar Negra. És similar a la truita d'ous internacional però molt més prim. En l'elaboració de kaygana també es fa servir una mica de farina de blat, per tant també és semblant al crep.